# 152-мм гаубица С-69-1
152-мм гаубица С-69-1 — советская опытная буксируемая гаубица корпусной артиллерии периода 1950-х годов. Была создана в Центральном артиллерийском конструкторском бюро.

## История создания
В 1945 году в ЦАКБ параллельно с конструкторским бюро Пермского завода имени Ленина были начаты работы по созданию корпусного дуплекса, состоявшего из 130-мм пушки для замены 122-мм пушки обр. 1931/37 гг и 152-мм пушки или гаубицы для замены 152-мм гаубицы-пушки МЛ-20. В ЦАКБ 130-мм пушка получила обозначение С-69, а 152-мм гаубица С-69-1. 6 сентября 1948 года образец №1 пушки С-69 поступил на испытания. С июня по июль 1948 года на артиллерийском полигоне пушка С-69 проходила сравнительные испытания со 130-мм пушкой М-46. В общей сложности, испытания С-69 продолжались до 29 января 1949 года. По результатам испытаний, дуплекс С-69 и С-69-1 на вооружение принят не был.

## Описание конструкции
152-мм гаубица С-69-1 по конструкции была унифицирована со 130-мм пушкой С-69, однако имела различия в конструкции свободного ствола, веретена в тормозе отката и дульном тормозе. Гаубица С-69-1 имела свободный ствол с кожухом и казёнником. На дульном срезе устанавливался однокамерный сетчатый дульный тормоз. Ствольная группа устанавливалась на стальную люльку цилиндрической формы с боковыми продольными окнами. Штоки противооткатных устройств закреплялись на приливе в передней части люльки. Противооткатные устройства представляли собой гидравлический тормоз отката с пневматическим накатником. При углах вертикального наведения 35..40° откат орудия составлял 800 мм, при низких углах (от -3 до 20°) длина отката увеличивалась до 1200 мм. Температурный режим тормоза отката позволял совершать до 40 выстрелов подряд. Слева от люльки крепился механизм вертикального наведения секторного типа. На нижнем станке устанавливался винтовой толкающий механизм горизонтального наведения. Нижний станок состоял из лобовой коробки с торсионным механизмом подрессоривания и раздвижных станин. При буксировке ствол орудия оттягивался назад на 1200-мм. На марше к орудию цеплялся двухколёсный орудийный передок.

### Применяемые боеприпасы
Заряжание 152-мм пушки С-69-1 раздельно-гильзовое. Конструкция гильзы была основана на гильзе пушки С-69, но со значительными изменениями. Для ведения стрельбы предполагалось использовать штатные бронебойные и осколочно-фугасные снаряды, а также ввести вновь разработанный бетонобойный снаряд. Бронебойный снаряд на расстоянии в 1000 метров пробивал гомогенную броневую стальную плиту толщиной до 175 мм.
| Номенклатура боеприпасов |                |                                 |                                     |
| Тип выстрела             | Масса выстрела | Начальная скорость снаряда, м/с | Максимальная дальность стрельбы, км |
| Бронебойный              |                |                                 |                                     |
| Бетонобойный             | 49             |                                 |                                     |
| Осколочно-фугасный       | 43,5           | 760                             | 20,3                                |

### Сноски
1. ↑  На максимальном заряде.